# Газопроникність гірських порід
Газопроникність гірських порід (рос.газопроницаемость горных пород, англ. gas permeability of rocks, rocks' permeability to gas; нім. Gasdurchlässigkeit f der Gesteine n pl) — спроможність гірських порід при деякому перепаді тиску пропускати через себе газ. Розрізнюють абсолютну, фазову і відносну Г.г.п.
Абсолютна (фізична) Г.г.п. відповідає фільтрації газу через суху породу, фазова — фільтрації газу при певних співвідношеннях у поровому просторі породи інших флюїдів (води, нафти), відносна визначається як відношення фазової Г.г.п. до абсолютної.
Кількісно Г.г.п. оцінюється коеф. проникності (Кпр, мД), що визначається згідно з рівнянням Дарсі. Гірські породи за Г.г.п. поділяються з урахуванням пористості і ґранулометричного складу на 5 класів:
- з дуже високою (Кпр >1000 мД),

- високою (1000> Кпр >500 мД),

- середньою (500> Кпр >100 мД),

- зниженою (100> Кпр >10 мД) і

- низькою (Кпр <10 мД) Г.г.п.

Породи з Кпр<1 мД, як правило, непродуктивні і не є колекторами.